# Cattleya lobata
Cattleya lobata är en orkidéart som beskrevs av John Lindley. Cattleya lobata ingår i cattleyasläktet som ingår i familjen orkidéer. Inga underarter finns listade i Catalogue of Life.
Artens utbredningsområde anges som sydöstra Brasilien.

## Bilder

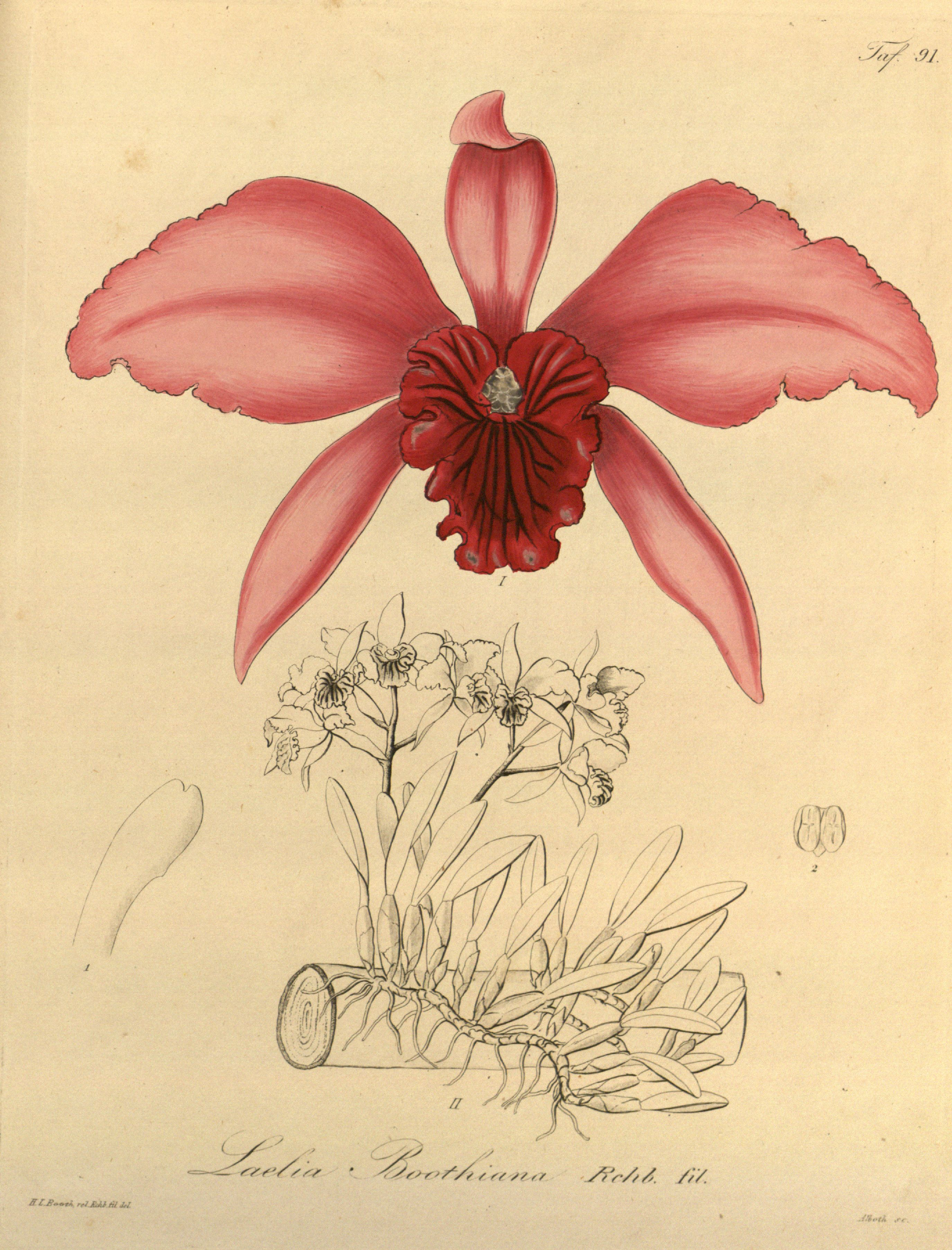
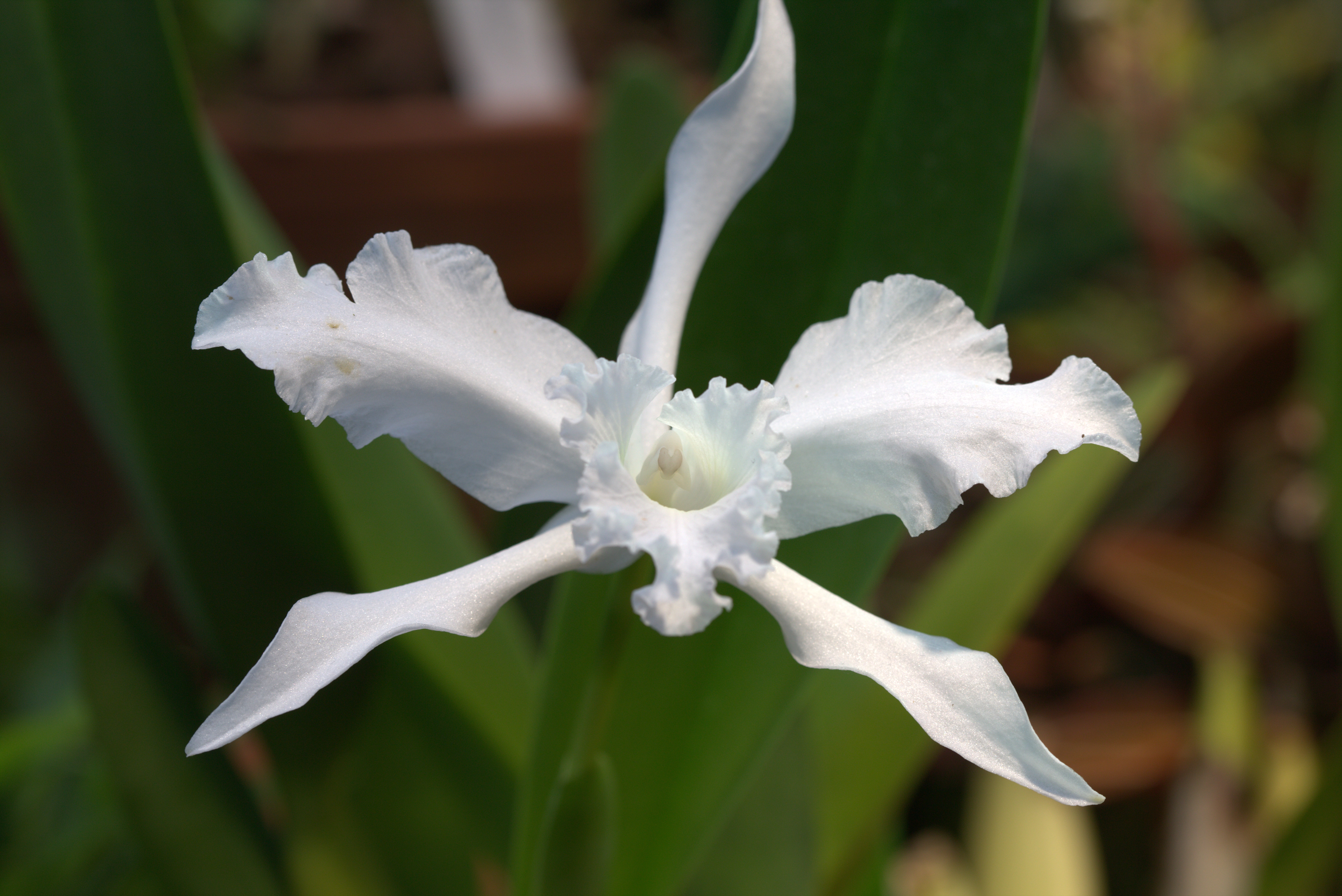
'Alba'